# Utes-Hor
Behde o Utes-Hor (Tron d'Horus) fou el nom del nomós II de l'Alt Egipte. La capital fou Djeba (Apol·lonòpolis, avui Edfú). El déu del nomós era Horus amb un temple a la capital.